# Degia
Degia is een geslacht van vlinders uit de familie van de zakjesdragers (Psychidae). Het geslacht is ook wel in de familie houtboorders (Cossidae) geplaatst geweest. De wetenschappelijke naam van het geslacht werd voor het eerst geldig gepubliceerd in 1862 door Francis Walker.

## Synoniemen
- Mekla Swinhoe, 1892
- Eusceletaula Meyrick, 1936

## Soorten
- Degia adunca Sobczyk, 2009
- Degia bipunctata Sobczyk, 2009
- Degia deficiens Walker, 1862
- Degia diehli Sobczyk, 2009
- Degia evagata (Meyrick, 1921)
- Degia imparata Walker, 1862
  - = Degia immodica Meyrick, 1936
  - = Degia lepta West, 1932
- Degia macrosoma Sobczyk, 2009
- Degia pulverulenta Sobczyk, 2009
- Degia subfusca Sobczyk, 2009
- Degia sumatrensis Sobczyk, 2009